# Stopy života
Stopy života jsou český dramatický televizní seriál, premiérově vysílaný v letech 2013–2014 na TV Prima a TV Barrandov. Celkově vzniklo devatenáct dílů ve dvou řadách. Pilotní díl byl uveden v prosinci 2013 na TV Prima, zbytek seriálu byl vysílán v letech 2014 a 2015 na TV Barrandov. Ze Stop života byl odvozen seriál Doktorka Kellerová.

## Příběh
Seriál se zabývá děním na psychiatrickém oddělení, kam se dostávají pacienti nejrůznějších osudů. Psychiatrii vede primářka Lýdie Kellerová, která je se svým manželem Markem hlavní postavou pořadu.

## Obsazení
- Ivana Andrlová jako Kateřina Vernerová (1. řada)
- Kateřina Brožová jako Lýdie Kellerová
- Kristýna Fuitová Nováková jako Eva Weissová
- Tomáš Magnusek jako Viktor Weiss
- Miroslav Vladyka jako Jiří Verner (1. řada)
- Marek Vašut jako Marek Keller
- Valentina Thielová jako Jiřina Kainarová (1. řada, jako host ve 2. řadě)
- Jan Kačer jako Otakar Kainar (1. řada)
- Kateřina Macháčková jako Věra Tilerová (2. řada, jako host v 1. řadě)
- Pavlína Němcová jako Třísková (2. řada)
- Aleš Cibulka jako Walek (2. řada)
- Ladislav Frej jako Jan Tiler (2. řada, jako host v 1. řadě)
- Milan Kňažko jako Keller st. (2. řada)